# Jean-Pierre Jolivet
Pour les articles homonymes, voir Jolivet.
Jean-Pierre Jolivet, né le 23 août 1941 à Montréal, est un homme politique québécois. Il est député pour le Parti québécois, élu à Laviolette, à l'Assemblée nationale du Québec de 1976 à 2001.

## Biographie
Il est le fils de Julien Jolivet, journalier, et de Lucienne Poirier. Il fait ses études à l'école paroissiale de Richelieu, à l'académie Sacré-Cœur à Grand-Mère, à l'école des Frères de l'instruction chrétienne à Pointe-du-Lac et son cours classique au Séminaire Ste-Marie de Shawinigan. Il a obtenu un baccalauréat ès arts en 1962 de l'Université Laval où il fut diplômé en pédagogie.
Professeur de niveau secondaire à la régionale Chambly, à Saint-Basile-le-Grand en 1963, et dans la région de la Mauricie de 1964 à 1969. Président du Syndicat des travailleurs de l'enseignement de la Mauricie (STEM) de 1968 à 1972 et représentant syndical permanent de 1972 à 1976. Président du comité d'implantation du Centre local de services communautaires (CLSC) de Grand-Mère-Normandie.

### Carrière politique
Il est membre du Rassemblement pour l'indépendance nationale (RIN) et du Mouvement souveraineté-association (MSA). Il est candidat du Parti québécois dans la circonscription de Laviolette lors de l'élection générale québécoise de 1973 mais perd au profit du candidat du Parti libéral, Prudent Carpentier. Il est de nouveau candidat dans la même circonscription lors de l'élection générale de 1976 et il est élu député. Il y sera réélu sans interruption, jusqu'en 2001. Il est vice-président de l'Assemblée nationale du 11 novembre 1980 au 20 décembre 1984, puis ministre délégué aux Forêts dans les cabinets Lévesque et Johnson (Pierre Marc) du 20 décembre 1984 au 12 décembre 1985. Il est réélu en 1985 et 1989. Il est vice-président de la Commission de l'éducation du 11 février 1986 au 17 novembre 1987, leader adjoint de l'Opposition officielle du 17 novembre 1987 au 9 août 1989 et vice-président de la Commission de l'économie et du travail du 29 novembre 1989 au 24 juillet 1994. Il est par la suite réélu en 1994 et 1998. Il devient alors whip en chef du gouvernement du 26 septembre 1994 au 25 août 1997, leader parlementaire du gouvernement du 25 août 1997 au 23 septembre 1998, ministre délégué à la Réforme électorale et parlementaire du 25 août 1997 au 25 février 1998, ministre délégué à la Réforme électorale et parlementaire au Développement des régions et aux Forêts du 25 février au 23 septembre 1998. Il est ministre des Régions du 23 septembre 1998 au 7 mars 2001, date de sa démission à titre de ministre et député. Il annonce alors qu'il ne briguera pas de septième mandat.
Il est élu au conseil d'administration de l'Orchestre symphonique de Trois-Rivières et également nommé commissaire honoraire au District scout de la Saint-Maurice.